# Checkerin Marina
Checkerin Marina ist eine deutsche Kinder-Wissenssendung. Moderatorin und Namensgeberin der Sendung ist Marina Blanke. Bis Anfang März 2025 wurden 27 reguläre Folgen gesendet.

## Allgemeines
Die Sendung wird seit dem 14. Oktober 2023 im KiKA ausgestrahlt und stellt eine Erweiterung der Sendungen Checker Tobi, Checker Julian und Checker Can dar.

## Folgen
1. Der Checkerinnen-Check
2. Der Feuerwehr-Check
3. Der Astronautinnen-und-Astronauten-Check
4. Der Muskel-Check
5. Der Fußball-Check
6. Der Gesangs-Check
7. Der Verwandlungs-Check
8. Der Weihnachts-Check
9. Der Bergwacht-Check
10. Der Schokoladen-Check
11. Der Lawinen-Check
12. Der Regen-Check
13. Der Sprung-Check
14. Der Pfadfinderinnen-und-Pfadfinder-Check
15. Der Rollstuhl-Check
16. Der Herz-Check
17. Der Bauernhof-Check
18. Der Obst-und-Gemüse-Check
19. Der Herbst-Check
20. Der Museums-Check
21. Der Husten-und-Schnupfen-Check
22. Der Glas-Check
23. Der Ballett-Check
24. Der Opern-Check
25. Der Schrott-Check[2]
26. Der Tunnel-Check
27. Der Karnevals-Check
28. Der Navigations-Check
29. Der Altwerden-Check
30. Der Schönheits-Check
31. Der Käse-Check
32. Der Streit-Check